# ستيفي مان
ستيفي مان (بالإنجليزية: Stevie Mann)‏ هو مغني بريطاني، ولد في 20 فبراير 1976 في بلفاست في المملكة المتحدة.